# SPIN (菅田将暉のアルバム)
『SPIN』（スピン）は、日本の歌手・菅田将暉の4枚目のスタジオ・アルバム。2024年7月3日にエピックレコードジャパンから発売。

## リリース
- アルバムとしては前作『COLLAGE』から約2年ぶりのリリースであるが、前作『COLLAGE』は企画アルバムとしての扱いであり、公式では3枚目のオリジナル・アルバムとして明記されている[7]。
- 配信リリースされてきた既発曲に加え、佐藤千亜妃、甫木元空（Bialystocks）、牧達弥（go!go!vanillas）など他アーティストの提供曲[8]、菅田がサポートバンドのKNEEKIDS（ニーキッズ）と共にプロデュースに関わった楽曲[9]などが多数収録されている[注 1]。
- 完全生産限定盤、通常盤の2形態での発売。完全生産限定盤にはグッズが付属する。

## 収録曲
1. 二つの彗星
作詞・作曲：甫木元空（Bialystocks） / 編曲：西田修大
2. くじら
作詞・作曲：牧達弥（go!go!vanillas） / 編曲：牧達弥、井上惇志、タイヘイ
  - フジテレビ系『パリオリンピック 2024』アスリート応援ソング。
  - アルバム発売に先駆け、2024年6月28日に配信リリースされた[10]。
3. るろうの形代（菅田将暉×東京スカパラダイスオーケストラ）
作詞：谷中敦 / 作曲：川上つよし / 編曲：東京スカパラダイスオーケストラ
  - 東京スカパラダイスオーケストラとのコラボレーション曲。
  - テレビアニメ『るろうに剣心 -明治剣客浪漫譚-』第二クールオープニング・テーマ
4. 化かし愛
作詞・作曲：佐藤千亜妃 / 編曲：河野圭
5. 惑う糸
作詞・作曲・編曲：Vaundy
  - 配信限定シングル
  - 日本テレビ系『news zero』2022年3月-2023年3月テーマソング
6. 谺する
作詞・作曲：菅田将暉、タイヘイ / 編曲：タイヘイ
  - 配信限定シングル。タイトルの読み方は『谺（こだま）する』。
  - 映画『劇場版 君と世界が終わる日に FINAL』主題歌
7. ユアーズ
作詞・作曲：菅田将暉、Kohei Shimizu / 編曲：トオミヨウ
  - 配信限定シングル
  - 日本テレビ系 土曜ドラマ『最高の教師 1年後、私は生徒に■された』主題歌
8. サディステックに生きなくちゃ
作詞・作曲：菅田将暉、石崎ひゅーい / 編曲：西田修大、タイヘイ
9. エメラルド
作詞・作曲：菅田将暉 / 編曲：タイヘイ、越智俊介（CRCK/LCKS）
10. Magic Hour
作詞：菅田将暉、タイヘイ / 作曲：タイヘイ / 編曲：Shin Sakiura
11. スモア
作詞：菅田将暉、小野雄大 / 作曲：小野雄大 / 編曲：小野雄大、タイヘイ
12. 美しい生き物
作詞・作曲：菅田将暉、Sundayカミデ / 編曲：Sundayカミデ
  - 配信限定シングル
13. もののあはれ
作詞：菅田将暉 / 作曲：越智俊介（CRCK/LCKS） / 編曲：越智俊介（CRCK/LCKS）、西田修大、タイヘイ

## 演奏
- 菅田将暉
  - Vocal
  - Background Vocals (#1.2.4.7-13)
- タイヘイ：Drums (#1.2.6.8.9.10.11.13)
- 越智俊介：Bass (#1.2.4.6.8.9.11.13)
- 西田修大
  - Guitars (#1.8.13)
  - All Other Instruments (#1.8)
- 甫木元空 (Bialystocks)：Background Vocals (#1)
- 牧達弥 (go!go!vanillas)：Guitars & Background Vocals (#2)
- 井上惇志：Piano & Synthesizer (#2)
- NARGO：Trumpet (#3)
- 北原雅彦：Trombone (#3)
- GAMO：Tenor Sax (#3)
- 谷中敦：Baritone Sax (#3)
- 加藤隆志：Guitar (#3)
- 川上つよし：Bass (#3)
- 沖祐市：Keyboards (#3)
- 大森はじめ：Percussion (#3)
- 茂木欣一：Drums (#3)
- 石若駿：Drums (#4)
- 名越由貴夫：Guitars (#4)
- 河野圭：Piano (#4)
- Vaundy：Background Vocals (#5)
- BOBO：Drums (#5)
- マーリン・ケリー：Bass (#5)
- TAIKING (Suchmos)：Guitars (#5)
- 香取真人：Guitars (#6)
- 工藤拓人 (オノマトペル)
  - Keyboards (#6.13)
  - Organ (#8)
  - Electric Piano (#10)
- FKD：Digital Arrangement (#6)
- 朝倉真司：Drums (#7)
- 隅倉弘至：Bass (#7)
- 石成正人：Guitars (#7)
- 吉田宇宙ストリングス：Strings (#7)
- Tomi Yo：Piano & All Other Instruments (#7)
- 石崎ひゅーい：Background Vocals (#8)
- 朝田拓馬：Guitars (#9)
- Shin Sakiura：Guitars, Bass & All Other Instruments (#10)
- 小野雄大：Guitars (#11)
- Takumadrops：Piano (#11)
- Sundayカミデ：Background Vocals, Bass, Electric Piano, Synthesizer, Programming & All Other Instruments (#12)
- 小宮山純平：Drums (#12)
- アツムワンダフル：Guitars, Programming & All Other Instruments (#12)
- THREEM's：Chorus (#13)